# HMS Jackal (F22)
Pour les autres navires du même nom, voir HMS Jackal.
Le HMS Jackal est un destroyer de classe J en service dans la Royal Navy pendant la Seconde Guerre mondiale.
Le Jackal est mis sur cale aux chantiers navals John Brown & Company de Clydebank (Écosse) le 24 septembre 1937 et est lancé le 25 octobre 1938.
Mis en service le 13 avril 1939, le Jackal sert lors de la campagne norvégienne et durant l'évacuation de Dunkerque avant d'être déployé en Méditerranée en 1941. Il participe à la bataille de Crète où il est sabordé après avoir été lourdement endommagé par des bombardiers allemands le 12 mai 1942.

## Historique

### Home Fleet
Au début de la Seconde Guerre mondiale, le Jackal rejoint la 7e flottille de destroyers (Home Fleet), effectuant des patrouilles anti-sous-marines et des missions d'escorte de convois en mer du Nord, dans la Manche et les Atterrages occidentaux. Le 28 février 1940, le Jackal est gravement endommagé lors d'une collision avec le navire marchand suédois Storfors (qui a coulé), étant en réparation à la Blyth Shipbuilding Company de Northumberland jusqu'en avril 1940.
Après ses réparations, le Jackal est déployé pour soutenir les forces alliées lors de la campagne norvégienne, escortant des transports de troupes et effectuant des bombardements côtiers, avant d'être transféré à Harwich, dans le cadre du Nore Command (en), afin d'escorter des convois et y effectuer des patrouilles. En juillet 1940, il prend part à l'évacuation de Dunkerque. Après le succès de l'opération, il retourne à ses activités d'escorte de convoi et de patrouilles dans l'Atlantique. Le 11 octobre, le Jackal, en collaboration avec le cuirassé HMS Revenge et les destroyers Javelin, Jaguar, Jupiter, Kelvin, Kipling et Kashmir, bombarde le port de Cherbourg. Le 29 novembre 1940, les Jackal, Javelin, Jupiter, Jersey et Kashmir sont déployés pour tenter d'intercepter une force opérationnelle composée des destroyers allemands Karl Galster, Hans Lody et Richard Beitzen, entraînant le torpillage du Javelin, alors commandé par Lord Mountbatten,.

### Mediterranean Fleet
En avril 1941, le Jackal est transféré dans la Mediterranean Fleet. En mai 1941, le destroyer fait partie de l'escorte de l'opération Tiger, un convoi transportant des chars de Gibraltar à Alexandrie, avant d'être détaché pour bombarder Benghazi avec les navires Kelly, Kelvin, Kashmir et Kipling dans la nuit du 10 au 11 mai. Le 20 mai, l'Allemagne lance une invasion aéroportée de la Crète, le Jackal naviguant le jour suivant afin d'intercepter les tentatives de débarquement allemands. Le 23 mai, les Jackal, Kelly, Kelvin, Kashmir et Kipling sont déployés à la recherche des forces d'invasion allemandes, au cours duquel ils sont attaqués par des bombardiers en piqué allemands, les Kelly et Kashmir étant coulés. Le Jackal évacue les troupes d'Héraklion et de Sphakia les 28 et 31 mai, et les forces alliées en Crète se rendent le 1er juillet,.
Le Jackal est ensuite déployé à l'appui de l'opération Exporter, l'invasion alliée contre le régime de Vichy contrôlant la Syrie et le Liban. Le 9 juin, le Jackal et le Janus engagent les destroyers vichystes Valmy et Guépard lorsque les navires français attaquent les forces terrestres australiennes. Les deux destroyers britanniques sont tous deux endommagés par les obus des navires français,.
Le Jackal faisait partie de l'escorte du cuirassé HMS Barham lorsque le sous-marin allemand U-331 torpilla et coula le cuirassé, le Jackal aidant à secourir les survivants. En décembre 1941, le Jackal fut gravement endommagé par les bombardiers torpilleurs italiens,, étant réparé à Alexandrie jusqu'en avril 1942.

### Perte
Le 10 mai 1942, la 14e flottille de destroyers composée des Jackal, Jervis, Kipling et Lively appareillent d'Alexandrie afin d'intercepter un convoi italien transitant d'Italie vers Benghazi. La flottille est aperçue par des avions de reconnaissance allemands dans l'après-midi du 11 mai, et conformément aux ordres, la flottille de destroyers désormais repéré abandonne l'attaque et change de cap. Une première vague de bombardiers allemands, composée de huit Junkers Ju 88 et Lehrgeschwader 1 (I / LG 1) basés à Héraklion (Crète), arrivent vers 16 h 31 et coulent le HMS Lively de 3 coups au but. Une deuxième vague de neuf Ju 88 et quatre Heinkel He 111 de (II / LG 1) basés à Eleusis (Grèce), attaquent entre 18 h 09 et 18 h 33, mais ne causent aucun dégât. Une troisième vague composée de dix Ju 88 (I / LG 1) fait son apparition vers 20 h 00. Le Kipling est rapidement coulé par les attaques, tandis que le Jackal est gravement endommagé par le bombardier piloté par Gerhard Brenner, avec un coup au but et trois évités de justesse. Le Jackal est pris en remorque par le Jervis, mais en raison d'un feu important et d'inondations progressives, le navire est abandonné le matin du 12 mai puis sabordé avec des torpilles par le Jervis. Neuf officiers et hommes d'équipage du Jackal ont été tués, les pertes totales incluant les trois destroyers est de 77 morts.